# Telstra
Telstra o Telstra Corporation Limited (antes abreviada como Telstra Corp) es una empresa de telecomunicaciones de Australia, anteriormente propiedad del gobierno australiano y privatizada en diferentes etapas desde finales de los años 1990. Telstra es el mayor proveedor de telefonía local y larga distancia, de servicios de telefonía móvil, acceso telefónico, conexiones inalámbricas, DSL y de acceso a Internet por cable en Australia.
 
La sede central de Telstra se encuentra en Melbourne, Australia.

## Historia
Se fundó :
- como parte de la PMG - 1901

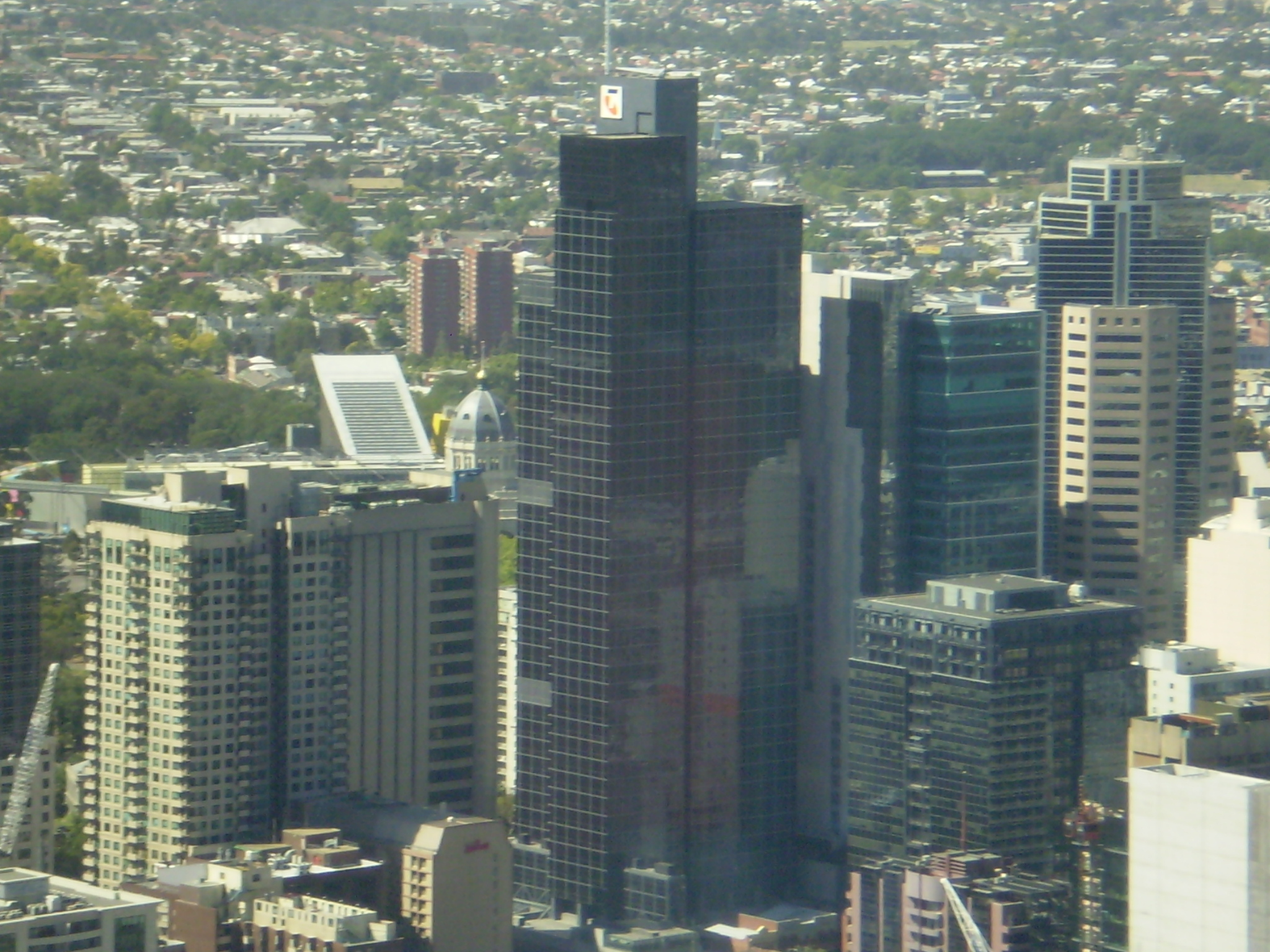
Sede principal de la corporación Telstra en Melbourne, Australia.

- como Australia Telecom - 12 de junio de 1975
- como Telstra Corporation - abril de 1993

Los servicios de telecomunicaciones de Australia fueron controlados originalmente por Postmaster-General's Department (PMG). El 1 de julio de 1975, se establecieron comisiones separadas por la ley para sustituir la PMG. La responsabilidad de los servicios postales fue trasladada a la Comisión Postal de Australia (Australia Post). La Comisión Australiana de Telecomunicaciones (ATC), comercializándose como Telecom Australia.
En 1992 la ATC se reconstituyó por la Corporación de Telecomunicaciones de Australia
En 1992, la Comisión de Ultramar de Telecomunicaciones, un organismo gubernamental independiente creado en 1946 se fusionó con la Corporación Australiana de Telecomunicaciones en la corta vida de la Australian and Overseas Telecommunications Corporation. En abril de 1993 su razón social fue cambiada a Telstra Corporation Limited, pero Telecom Australia hasta 1 de julio de 1995, tras lo cual adoptó el nombre de Telstra a nivel nacional.
Telstra ha hecho frente a la competencia desde principios de 1990 que viene desde OPTUS, y un sinnúmero de otros proveedores más pequeños. Se conserva la propiedad de la red de telefonía de línea fija, así como uno de los dos competidores de televisión de pago y las redes de cable de datos. Otras compañías que ofrecen servicios de telefonía fija, debe hacer frente a Telstra excepto Optus.
El 15 de diciembre de 2008, se anunció que la oferta de Telstra para La red nacional de banda ancha, pero había sido rechazada por el gobierno australiano. Esto dio lugar a una caída en el valor de las acciones de Telstra desde $ 4.12 a $ 3.36 durante la negociación en el Australian Securities Exchange el 2008 16 de diciembre.